# Аренс, Евгений Иванович
Евге́ний Ива́нович А́ренс (1856—1931) — генерал флота, ординарный профессор Николаевской морской академии по истории русского флота.

## Биография
Родился 4 января 1856 года в Киеве, сын тайного советника И. А. Аренса.
Образование получил в Морском кадетском корпусе. По производстве в гардемарины 1 мая 1876 года, с открытием военных действий против Турции, был прикомандирован к действующей армии, а 1 декабря того же года зачислен в отряд гвардейского экипажа. Участвуя во всех военных действиях этого отряда, особенно отличился при атаке на паровом катере «Мина» турецкой канонерки 11 июня 1877 года на Дунае, у Фламунды, за что 23 июня был награждён знаком отличия Военного ордена 4-й степени. Затем он отличился при постановке мин 14—15 июня у острова Белино и в ночь с 15 на 16 июня на паровом катере «Генерал-адмирал», при переправе войск под огнём неприятеля у Зимницы, за что 8 октября произведён в мичманы, 20 октября награждён орденом св. Анны 4-й степени. В 1878 году служил на миноносце «Стрела».
В 1879 году по возвращении с войны Аренс был назначен членом комиссии «по описанию действий морских команд на Дунае». С июля 1882 года по 1883 году командовал миноноской «Дельфин», а затем был минным офицером клипера «Стрелок». В 1886 году служил на фрегате «Светлана» и за усердную службу награжден орденом Св. Станислава III степени.
В январе 1890 года зачислен на оклад по чину капитан-лейтенанта. В 1891 году лейтенант Аренс был награжден орденом Св. Анны III степени и пожалован датским орденом Даннеброга кавалерского креста.  28 марта 1893 года произведен в чин капитана 2-го ранга с назначением старшим офицером императорской яхты «Александрия». В 1894 году награжден орденом Св. Станислава II степени. В 1896 году награждён серебряной медалью «В память Царствования Императора Александра III». В 1897 году пожалован орденом Короны Сиама III класса, французским орденом Почётного легиона офицерского креста и прусским орденом Красного Орла III класса.  С 29 июня 1898 года был заведующим загородными судами и Петергофской военной гаванью. В 1899 году пожалован орденом Короны Румынии командорского креста. В 1900 году пожалован персидским орденом Льва и Солнца II класса.
В августе 1896 года, по окончании курса воен-морских наук при Николаевской морской академии, был приглашён читать на этом курсе лекции по истории русского флота. Предмет этот до того времени не читался; Аренс занялся его разработкой и постановкой, постепенно расширяя программу, вместившую всю российскую военно-морскую историю.
25 июня 1901 года Аренс был произведён в полковники по адмиралтейству. В том же году пожалован мекленбург-шверинским орденом Грифона IV класса. В 1902 году награжден «за беспорочную службу 25-ти лет и бытность в сражении» орденом Св. Владимира IV степени с бантом и пожалован французским орденом Чёрной звезды командорского креста, болгарским орденом «За военные заслуги» II класса и итальянским орденом Св. Маврикия и Лазаря командорского креста. 6 мая 1905 года получил чин генерал-майора и в 1909 году — генерал-лейтенанта флота.
В августе 1910 года Аренс был назначен ординарным профессором Николаевской морской академии, в 1913 году вошёл в число членов Главного морского суда. 6 декабря 1914 года награжден орденом Св. Владимира II степени. 6 декабря 1915 года произведён в генералы флота. 11 ноября 1916 года был награждён орденом Белого орла и вышел в отставку, состоял членом Александровского комитета о раненых флота.
К основным его работам по военно-морской истории относятся:
- «Историко-тактический очерк минных заграждений» (СПб., 1883);
- «Список нижних чинов — георгиевских кавалеров Гвардейского экипажа, со времени сформирования его в 1810 г.» (СПб., 1891)
- «История русского флота. Екатерининский период» (СПб., 1897)
- «История русского флота. Царствование императора Павла I.» (СПб., 1898);
- «История русского флота. Царствование императора Александра I» (СПб., 1899);
- «Загадочный эпизод последней турецкой кампании» и послесловие к нему «Загадочный эпизод в неверном освещении» («Морской сборник», 1902—1903 годы);
- «Роль флота в войне 1877—1878 гг.» (СПб., 1903);
- «Русский флот. Исторический очерк» (СПб., 1904);
- «Материалы для библиографического указателя по истории России и русского флота» («Морской сборник», 1907—1909 годы);
- «Конспект по русской военно-морской истории» (СПб., 1910);
- «Морская сила и история после 1910 г.» (СПб., 1912).

Среди прочих наград Аренс имел ордена св. Владимира 3-й степени, св. Станислава 1-й степени, св. Анны 1-й степени.
После Октябрьской революции Аренс остался в Петрограде и в 1918 году вступил в РККФ, по окончании Гражданской войны был членом Военно-научной редакции Петроградского отдела военной литературы.
Скончался 5 ноября 1931 года в Ленинграде, похоронен на Новодевичьем кладбище.

## Семья
Его брат Аполлон Иванович Аренс (1860—1916), генерал-майор, преподаватель Николаевской инженерной академии.
У Евгения Ивановича было трое детей: дочери Вера, Зоя, Анна и сын Лев.
Лев в дальнейшем стал биологом и литератором и поэтом близким к футуристам.
Вера стала поэтессой и переводчицей.
Анна была 1-й супругой Н. Н. Пунина, жила в Фонтанном доме.